# Eudocima prattorum
Eudocima prattorum là một loài bướm đêm trong họ Erebidae.